# Колоски (селище)
Колоски́ — селище в Україні, у Кальміуській міській громаді Кальміуського району Донецької області. Населення становить 482 особи.

## Загальні відомості
Відстань до райцентру становить близько 17 км і проходить автошляхом місцевого значення.
Із 2014 р. внесено до переліку населених пунктів на Сході України, на яких тимчасово не діє українська влада.

## Населення
За даними перепису 2001 року населення селища становило 482 особи, з них 16,8 % зазначили рідною мову українську, 78,63 % — російську та 0,62 % — молдовську мову.